# Південний білий носоріг
Південний білий носоріг (Ceratotherium simum simum) — один із двох підвидів білого носорога (інший, північний білий носоріг — вимираючий підвид). Найпоширеніший у світі підвид носорогів. Домівкою для виду є Південно-Африканська Республіка (93,0 %), де у 2007 році в дикій природі мешкало 16 255 особин. За даними офіційного сайту організації «Save the Rhino» перепис 2019 року показав, що чисельність популяції південного білого носорога перебуває в межах 17 212-18 915. Станом на 2015 рік чисельність популяції складала 19 682–21 077 особин.

## Таксономія та історія еволюції
Південний білий носоріг — номінантний підвид, якому в 1810-х роках, англійським дослідником Вільямом Джоном Берчеллом, було дано наукову назву Ceratotherium simum simum. Також були запропоновані інші назви — носоріг Берчелла (Ceratotherium simum burchellii), на честь Вільяма Джона Берчелла, і носоріг Освелла (Ceratotherium simum oswellii), на честь Вільяма Коттона Освелла. Однак, ці назви вважаються молодшими синонімами.
Назва Ceratotherium simum kiaboaba (або Rhinoceros kiaboaba), пряморогий носоріг, була запропонована як різновид, знайдений біля озера Нгамі і на північ від пустелі Калахарі. Тим не менш, було виявлено, що це насправді південний білий носоріг.[джерело?]
Згідно з концепцією філогенетичних видів, останні дослідження 2010 року показали, що південні та північні білі носороги можуть бути різними видами, а не підвидами білого носорога. У такому випадку правильною науковою назвою для північного підвиду була б Ceratotherium cottoni, а південного просто Ceratotherium simum. Різні морфологічні та генетичні відмінності свідчать про те, що два запропоновані види були відокремлені протягом принаймні мільйона років.

## Опис

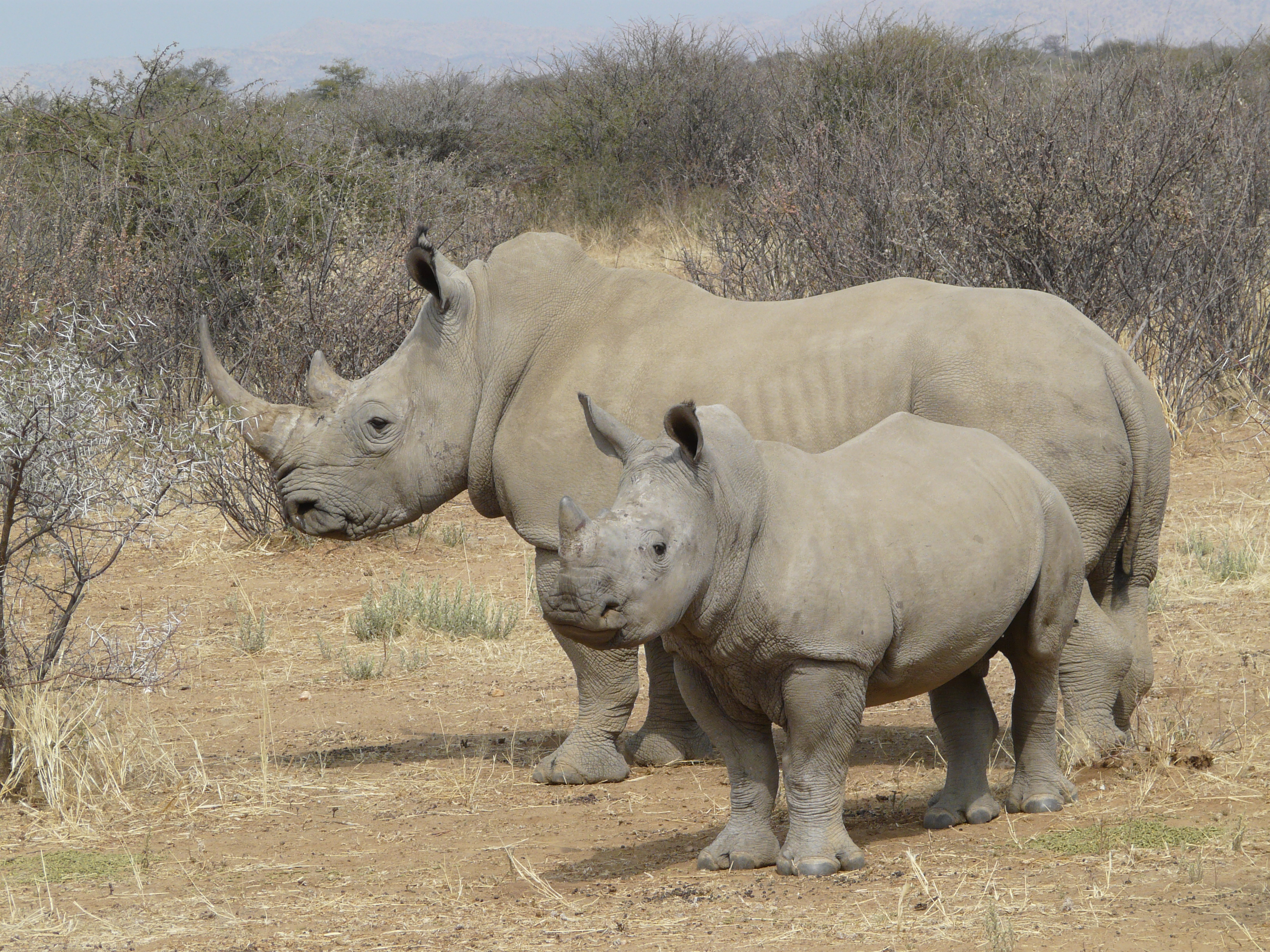
Мати і дитинча південного білого носорога в Намібії.

Південний білий носоріг один з найбільших і найважчих наземних тварин у світі. Має величезне тіло і велику голову, коротку шию і широкі груди. Самки важать 1 700 кг, а самці 2 300 кг. Довжина голови і тіла становить 3,4—4,5 м, а висота в плечах 160—186 см. На морді розміщаються два роги. Передній ріг більший, ніж другий, та сягає у середньому 60 см у довжину, але може виростати до 150 см. Самки зазвичай мають довші, але тонші роги, самці ж, більші, але коротші. Південний білий носоріг також має торчкуватий м'язовий горб, який підтримує його відносно велику голову. Колір тварини може варіюватися від жовтувато-коричневого до шиферного сірого. Більшість волосся на тілі зустрічається на кінчиках вух і хвоста, решта розподіляється досить рідко по тілу. Південні білі носороги мають характерний плоский широкий рот, який необхідний для випасання.

## Навколишнє середовище і поширення

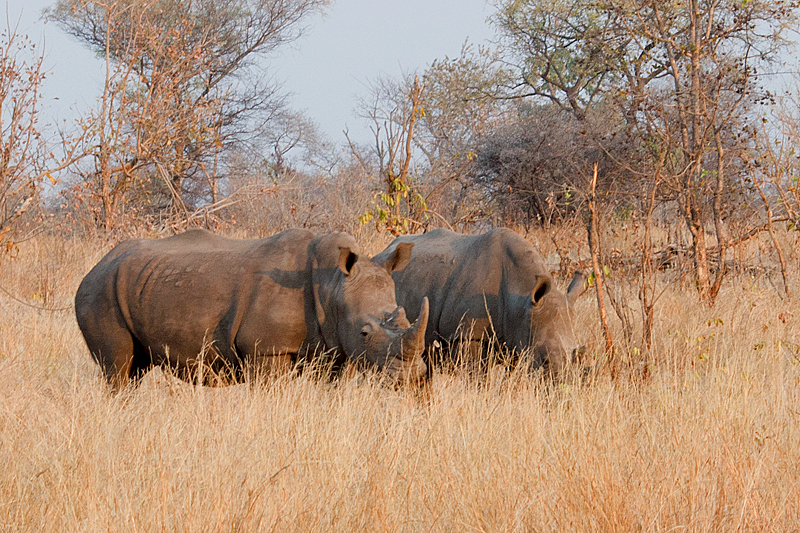
Пара південних білих носорогів у національному парку Мосі-Оа-Тунья, Замбія.

Південний білий носоріг живе в лугах і саванах південної Африки, починаючи від ПАР до Замбії. Близько 98,5 % південного білого носорога зустрічаються лише в п'яти країнах (ПАР, Намібія, Зімбабве, Кенія та Уганда). На початку XX століття південних білий носоріг був близький до вимирання з кількістю особин менше 20 в одному південноафриканському заповіднику. Невелика популяція білих носорогів роками повільно відновлювалася, досягнувши 840 особин у 1960-х роках та 1 000 — у 1980-х. Полювання на трофеї з білих носорогів було легалізовано і врегульовано у 1968 році, і після початкових прорахунків, тепер[коли?], як правило спостерігається допомога у відновленні видів шляхом заохочення землевласників збільшити популяцію носорогів.
У 1880-х роках XIX і на початку XX століть у дикій природі було лише 50—100 особин. Знаходячись майже на межі вимирання у XX-му столітті південний білий носоріг здійснив величезний камбек. За оцінками[кого?] у 2001 році в південній частині Африки в дикій природі налічувалося 11 670 осіб, у неволі — 777, що робить його найпоширенішим носорогом на Землі. До кінця 2007 року кількість диких південних білих носорогів збільшилася до, приблизно, 17 480 тварин. У 2015 році налічувалося близько 20 000 особин. У 2019 році їхня чисельність варіюється в межах 17 212—18 915.

## Загрози
Південний білий носоріг має статус «близький до загрозливого». Попри це, в основному до загроз входить втрата середовища проживання, безперервне браконьєрство і високий незаконний попит на ріг носорога для комерційних цілей, особливо для використання в традиційній китайській медицині.

## Природоохоронний статус

### Проекти інтродукції/реінтродукції

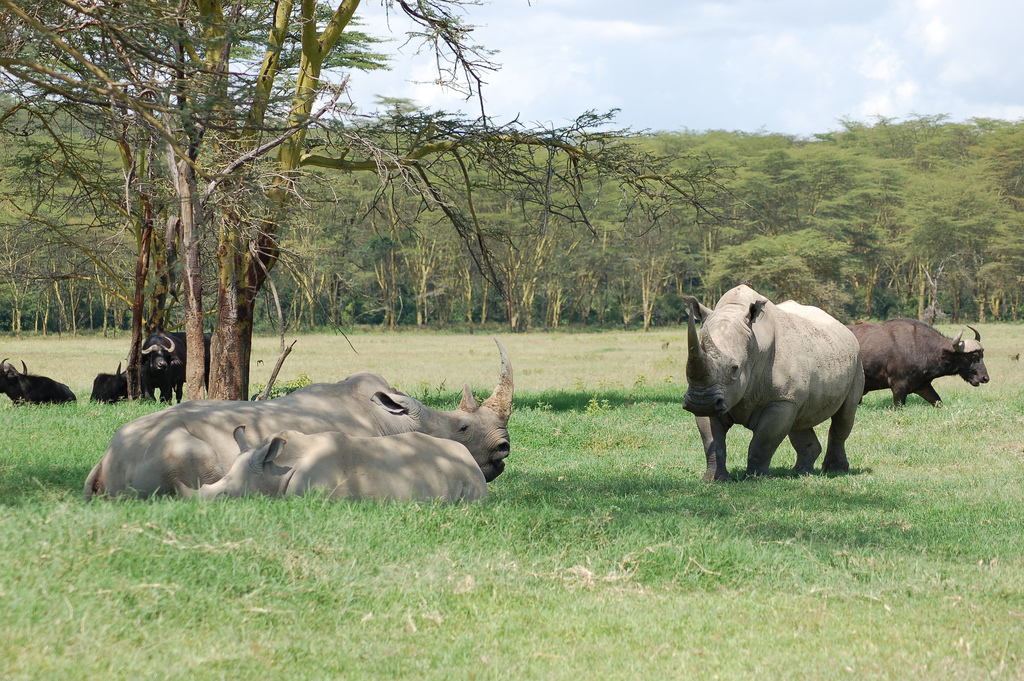
Стадо південних білих носорогів у парку «Озеро Накуру», Кенія.

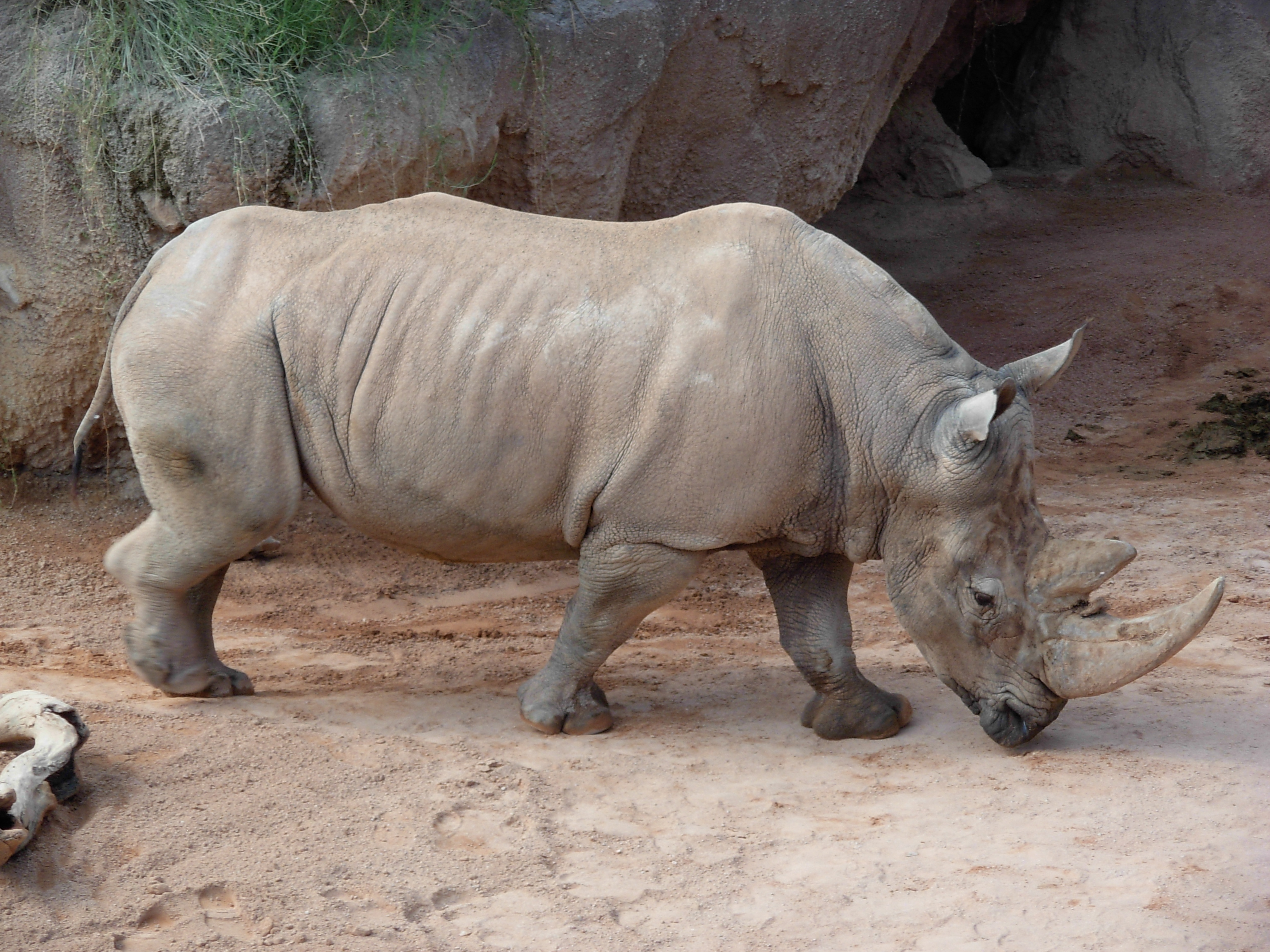
Південний білий носоріг в, Валенсія, Іспанія.

Було здійснено реінтродукцію невеликих популяцій південного білого носорога в його історичну область поширення в Намібії, Ботсвані, Зімбабве, Есватіні, Замбії та півдні Демократичної Республіки Конго, проте невелика популяція ще проживає в Мозамбіку. Популяції також були інтродуковані за межі колишнього діапазону виду в Кенію, Уганду та Замбію, де траплялися його північні родичі. Південний білий носоріг був реінтродукований у «Ziwa Rhino Sanctuary» в Уганді, а також у національний парк Накуру та в «Kigio Wildlife Conservancy» в Кенії.
У 2010 році дев'ять південних білих носорогів були імпортовані з ПАР і відправлені до провінції Юньнань у південно-східному Китаї, де їх тримали в парку тваринного світу для акліматизації. У березні 2013 року сім тварин були відправлені до Національного лісового парку Лайянге, у колишнє середовище проживання суматранського і явайського носорогів. Двох південних білих носорогів почали випускати на волю 13 травня 2014 року.

### У неволі
Дикі південні білі носороги легко розмножуються в неволі з урахуванням відповідного обсягу простору та їжі, а також наявністю інших жіночих особин зі статевою зрілістю. Багато носорогів, які живуть у зоопарках, сьогодні[коли?] є частиною спільної програми розмноження, мета якої збільшити чисельність популяції і зберегти генетичне різноманіття, не витягаючи особин з дикої природи. Наприклад, з 1972 року в сан-дієзькому сафаріпарку народилося 96 дитинчат. Однак, рівень репродукції досить низький серед південних білих самок, що народилися в неволі, потенційно через їхній раціон харчування. Поточні[коли?] дослідження «San Diego Zoo Global» намагаються зосередитися не тільки на цьому, але й на виявленні інших невільних видів, які, можливо, через це постраждали, і розробити нові раціони і практики харчування, спрямовані на підвищення народжуваності. У ПАР південних білих носорогів вирощують разом із чорними носорогами на фермах і ранчо, задля їхніх рогів.